# آنتونی استیل (هنرپیشه)
آنتونی استیل (انگلیسی: Anthony Steel؛ ‏ ۲۱ مهٔ ۱۹۲۰ – ۲۱ مارس ۲۰۰۱) بازیگر اهل بریتانیا بود. وی بین سال‌های ۱۹۴۸ تا ۱۹۹۸ میلادی فعالیت می‌کرد.
از فیلم‌ها یا برنامه‌های تلویزیونی که وی در آن نقش داشته‌است، می‌توان به جنایت بی‌نقص، آخرین مرتدان، پری‌ها و ببر هفت دریا اشاره کرد.